# Coelorinchus trachycarus
Coelorinchus trachycarus es una especie de pez de la familia Macrouridae en el orden de los Gadiformes.

## Morfología
• Los machos pueden llegar alcanzar los 50,8 cm de longitud total.

## Hábitat
Es un pez de aguas profundas que vive entre 622-1350 m de profundidad.

## Distribución geográfica
Se encuentra al sur de Australia (en Australia Occidental hasta Tasmania y  Victoria), el sur de Nueva Caledonia y Nueva Zelanda.